# Bob Thaves
Robert Lee Thaves, mais conhecido como Bob Thaves (Burt, Iowa, Estados Unidos, 5 de outubro de 1924 - Torrance, Califórnia, Estados Unidos, 1 de agosto de 2006) foi um quadrinista norte-americano, criador da tira cômica Frank e Ernest, publicada desde 1972. Também desenhou a tira King Baloo, publicada por pouco tempo nos anos 1980. Faleceu em decorrência de problemas respiratórios.